# ماركوس ليرا
ماركوس ليرا (بالفنلندية: Markus Lyra)‏ هو دبلوماسي فنلندي، ولد في 3 أغسطس 1945 في هلسنكي في فنلندا.